# Шустер, Рудольф
Ру́дольф Шу́стер (нем. Rudolf Schuster; род. 4 января 1934, Кошице, Чехословакия) — словацкий политический и государственный деятель немецко-венгерского происхождения, второй президент Словакии.

## Биография
По происхождению карпатский немец (по отцу) и венгр (по матери).
Окончил Братиславский Технический Институт. После окончания работал инженером-проектировщиком. В 1983 году стал мэром Кошице. Позже был председателем словацкого парламента и послом в Канаде.
29 мая 1999 года на первых всеобщих выборах был избран президентом Словакии (вступил в должность 15 июня).
4 июня 2000 года Шустер попал в больницу с прободением толстой кишки. Неспособность местных врачей оказать ему квалифицированную медицинскую помощь привела к возникновению проблем и с другими внутренними органами. В результате Шустера пришлось переправить в клинику города Инсбрука, где им занялись австрийские врачи. Эта история вызвала шок в обществе и волну публикаций в словацкой прессе по поводу низкого уровня здравоохранения в стране. В середине августа состояние президента стабилизировалось, и он вернулся домой.
Неудачи преследовали Шустера и в последующие годы его президентства. Будучи президентом страны, он трижды попадал в автомобильные аварии.
При этом Рудольф Шустер делал всё, чтобы соответствовать имиджу «народного президента»: едва ли не каждый день посещал заводы, старался помочь брошенным детям, каждую неделю ездил из Братиславы в Кошице и обратно в обычном вагоне обычного поезда.
29 марта 2004 года Словакия официально стала членом НАТО. А 3 и 17 апреля того же года, незадолго до вступления Словакии в ЕС, в стране прошли президентские выборы. Шустер принял в них участие, но во второй тур не вышел, заняв 4-е место с 7,4 %.
Занимается литературной деятельностью и фотографией, много путешествует.

## Награды
- Орден Андрея Глинки I класса[3].
- Крест Прибины I класса[3].
- Крест Милана Растислава Штефаника 1 класса[3].
- Крест Прибины 1 класса[3].
- Орден Труда (Чехословакия) (1989)[4]
- Медаль «За заслуги в строительстве» (1983)[5]
- Athir Национального ордена Заслуг (Алжир, 14 июня 2003)[6]
- Цепь ордена Южного Креста (Бразилия, 2001)[7]
- Кавалер Большого креста ордена Пия IX (Ватикан, 2002)[7]
- Кавалер Большого креста ордена Золотого льва Нассау (Люксембург, 2002)[7]
- Большая цепь ордена Инфанта дона Энрике (Португалия, 2003)[7]
- Цепь ордена Заслуг pro Merito Melitensi (Мальтийский орден, 1999)[7]
- Медаль Благодарности[чеш.] (Словакия, 2024)[8]
- Государственная премия имени Йозефа Милослава Гурбана (1 сентября 2022)[9]